# 브라이언 다우니
브라이언 마이클 다우니(영어: Brian Michael Downey, 1951년 1월 27일 ~ )는 아일랜드의 드러머이다. 그는 록 밴드 씬 리지의 창립 멤버였으며, 1983년 해체될 때까지 리더 필 라이넛을 제외하고 밴드의 유일한 고정 멤버였다. 다우니는 씬 리지의 여러 곡을 공동 작곡하기도 했다. 올뮤직의 비평가 에두아르도 리바다비아는 다우니를 "분명 그의 세대에서 가장 과소평가된 록 드러머 중 한 명"이라고 평가한 바 있다.

## 경력
더블린 크럼린 지역에서 자란 브라이언은 지역 파이프 밴드에서 연주했고 재즈를 사랑했던 아버지로부터 초기 음악적 영향을 받았으며, 1960년대의 영웅들인 킹크스, 비틀즈, 롤링 스톤스에게도 영향을 받았다. 청소년 시절, 다우니는 같은 학교에 다녔던 친구이자 훗날 씬 리지의 공동 창립자이자 베이시스트가 되는 필 라이넛을 만났다. 씬 리지를 결성하기 전, 다우니는 수많은 학교 밴드에서 활동했으며, 그 중에는 리피 비츠, 모드 콘 케이브 드웰러스, 그리고 라이넛과 함께 잠시 활동한 블랙 이글스가 있었다. 이후 그는 슈거 섀크라는 지역 밴드에서 활동하다가, 라이넛의 설득으로 오르퍼니지라는 밴드에 함께하게 되었다. 기타리스트 에릭 벨을 만나면서, 이 세 사람은 씬 리지를 결성하게 되었다. 이후 밴드의 멤버 구성은 수차례 바뀌었지만, 필 라이넛을 제외하면 다우니는 그로부터 13년 동안 씬 리지의 유일한 다른 고정 멤버로 남았으며, 라이넛의 솔로 음반에도 드러머로 참여했다.
2016년 초, 다우니는 브라이언 다우니스 얼라이브 앤 데인저러스라는 이름의 트리오를 결성했으며, 이후 4인조 밴드로 확장되었다. 초기 라인업은 다우니와 베이시스트 겸 리드 보컬 매트 윌슨, 기타리스트 브라이언 그레이스와 필 에드거로 구성되어 있었다. 이 밴드는 영국과 유럽을 순회하며 주로 씬 리지의 곡들을 연주해 왔다. 이후 그레이스와 에드거는 탈퇴했고, 미하우 쿨바카와 조 메리먼이라는 두 기타리스트가 새로 합류하였다.

## 음반 목록

### 씬 리지
- Thin Lizzy (1971)
- Shades of a Blue Orphanage (1972)
- Vagabonds of the Western World (1973)
- Nightlife (1974)
- Fighting (1975)
- Jailbreak (1976)
- Johnny the Fox (1976)
- Bad Reputation (1977)
- Live and Dangerous (1978)
- Black Rose: A Rock Legend (1979)
- Chinatown (1980)
- Renegade (1981)
- Thunder and Lightning (1983)
- Life (1983)